# 藏冷蕨
藏冷蕨（学名：Cystopteris tibetica）为蹄盖蕨科冷蕨属下的一个种。

## 扩展阅读
- 維基物種上的相關：藏冷蕨